# Miguel Alonso Raya
Agustín Miguel Alonso Raya (Salvatierra, Guanajuato; 28 de agosto de 1954). Es un político mexicano, miembro del Partido de la Revolución Democrática, ha sido en cuatro ocasiones diputado federal plurinominal.
Es maestro normalista egresado de la Escuela Normal Rural de El Mexe, Hidalgo, además tiene estudios de Derecho en el Instituto Universitario de  Puebla, Diplomado en análisis político en la Universidad Iberoamericana y en Relaciones Laborales SME-UAM. Durante sus estudios en El Mexe, fue Secretario General de la Federación de Estudiantes Campesinos Socialistas de México (FECSM), posteriormente lideró varias organizaciones sociales de izquierda, como Movimiento Democrático Petrolero, Asesor del Sindicato de Transporte "José Ma Morelos y Pavón" o el  Nuevo Sindicalismo del Sindicato Nacional de Trabajadores de la Educación (SNTE), en el SNTE fue además Secretario de Conciliacion Sindical, Promociones Económicas, Fomento Cultural y de Derechos Laborales y Organizaciones de Niveles Especiales.
Miembro del Partido Socialista de los Trabajadores, del Partido Mexicano Socialista y del Partido de la Revolución Democrática, en tres ocasiones fue elegido diputado federal pro la vía plurinominal, a la LIII Legislatura de 1985 a 1988, a la LVII Legislatura de 1997 a 2000,  a la LIX Legislatura de 2003 a 2006 y a la LXII Legislatura 2012 a 2015 en dónde fue Vice Coordinador y Coordinador de la FPPRD. 
Fue candidato a Gobernador de Guanajuato en las Elecciones de 2000 por el PRD, el Partido de Centro Democrático, el Partido Alianza Social y el Partido del Trabajo, en las elecciones resultó triunfador el candidato del Partido Acción Nacional Juan Carlos Romero Hicks y en 2006 fue candidato a Senador por Guanajuato por la Coalición Por el Bien de Todos, no habiendo obtenido el triunfo.